# Universidade Bowen
A Universidade Bowen (em inglês:   Bowen University) é uma universidade privada batista localizada em Iuó, Nigéria. É afiliada à Convenção Batista Nigeriana.

## História
A Universidade foi fundada em 17 de julho de 2001 pela Convenção Batista Nigeriana.   Foi inaugurado em 2002 com 500 alunos. Em 2017, teria 5.000 alunos. Em 2018, a universidade lançou uma estação de rádio. 

## Campus

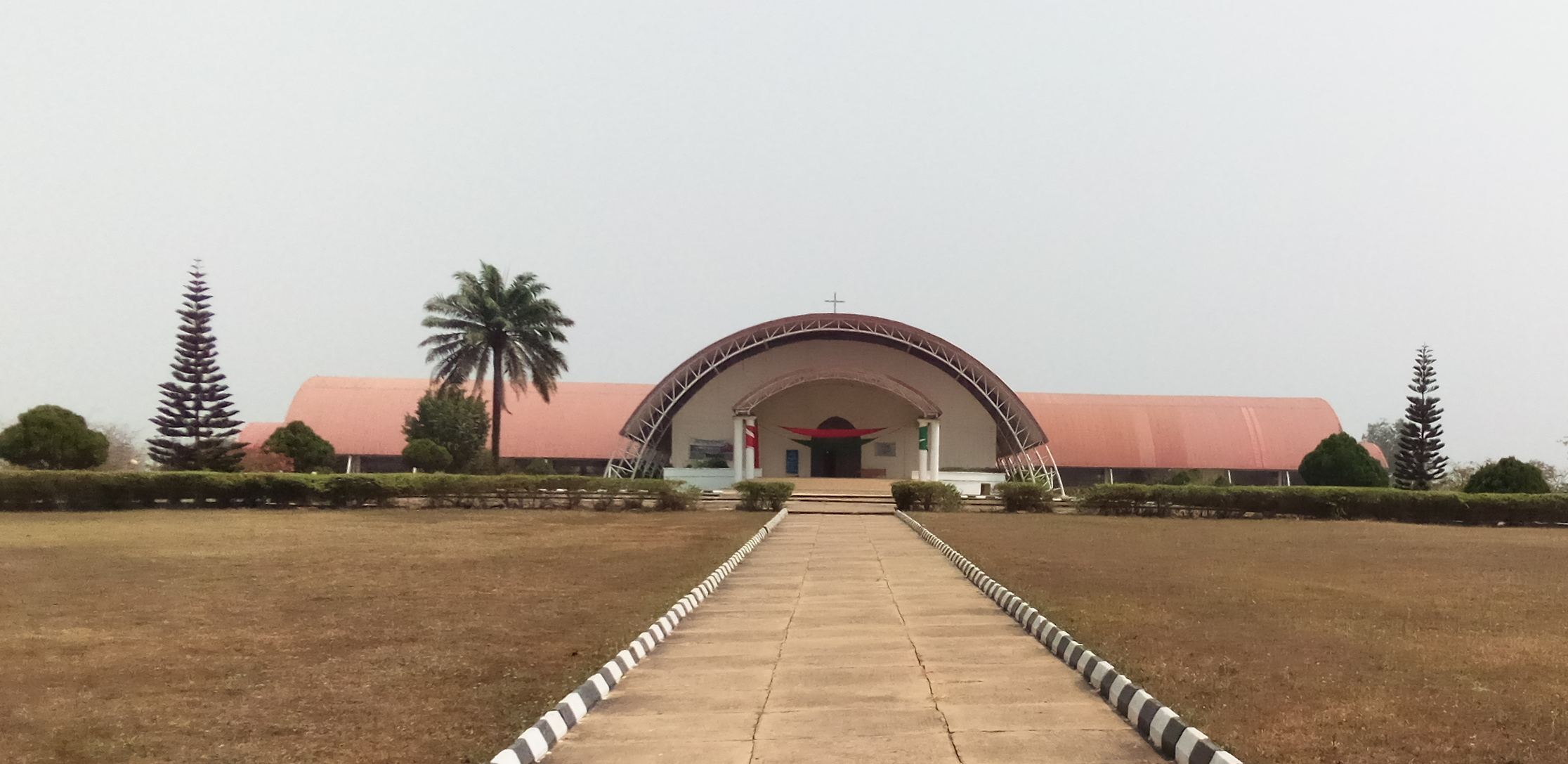
Centro de Adoração Bowen
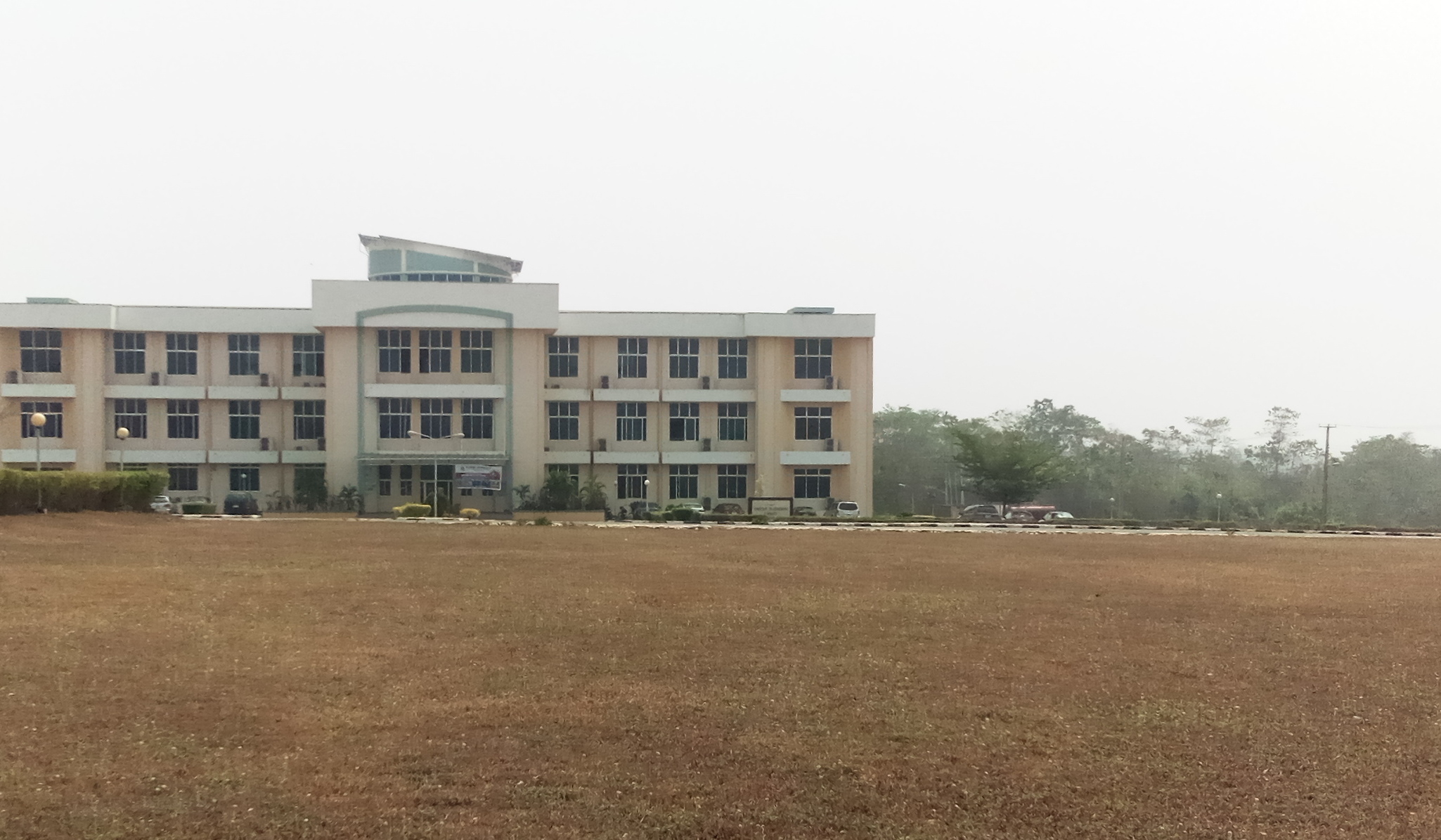
Biblioteca Timothy Olagbenro
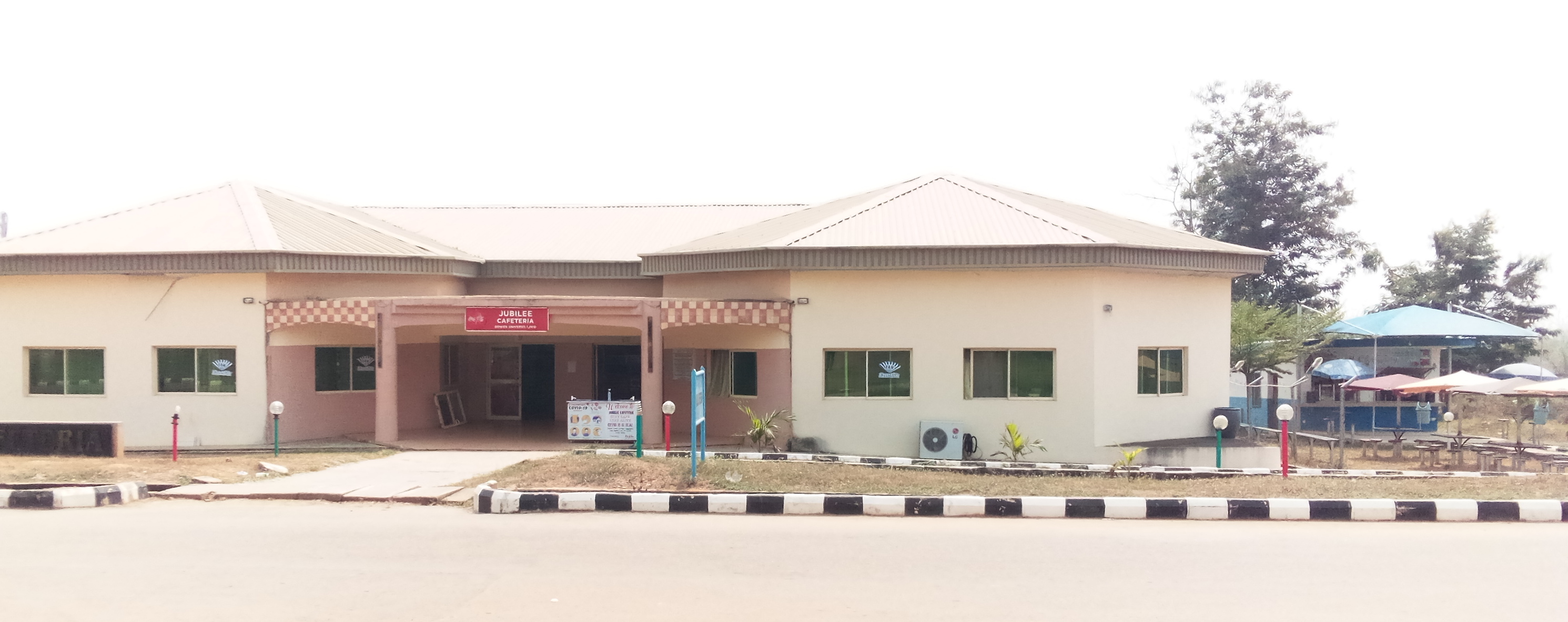
Cafeteria Jubileu